# (Where Do I Begin?) Love Story
«Where Do I Begin? (Love Story)» es una canción popular  publicada en 1970, con música por Francis Lai y letras de Carl Sigman. La canción original es el tema instrumental de la película de amor Love Story (1970).  Después, Andy Williams finalmente grabó una nueva letra

## Historia
La partitura de Love Story fue escrita por Francis Lai, y la compañía que publicó la música de Paramount sintió que la canción que se escuchó en los créditos iniciales y finales, que se tituló «Tema de Love Story», necesitaba letra. Michael Sigman, hijo del letrista Carl Sigman, recordó que se le pidió a su padre que proporcionara la letra y recibió "una sinopsis del guión y la partitura principal de la música. La historia era sensiblera, pero la música inspiró palabras que expresaban la tristeza debajo del schmaltz". El conjunto inicial de letras que escribió su padre reflejaba la trama de la película desde la perspectiva del protagonista masculino, quien describe a una mujer que entra en su vida ("Así vino Jenny") y luego "de repente se fue". El ejecutivo de Paramount, Robert Evans, "pensó que la letra era 'deprimente'. Además, no podía tolerar la frase 'Jenny vino', creyéndola demasiado sexualmente sugerente para una audiencia mayoritaria. Exigió una reescritura", y esto molestó a Carl. "Al principio, justificadamente orgulloso de la excelente letra que compuso, estaba enojado y tenía ganas de negarse a hacer una reescritura. Pero al día siguiente se calmó y, paseando por su sala de estar, le dijo a su esposa: '¿Por dónde empiezo?' y se lanzó la nueva letra".
Antes de que la película se estrenara en los cines el 25 de diciembre de 1970, la grabación de "Theme from Love Story" de Henry Mancini fue lanzada como sencillo e hizo su debut en la lista Easy Listening de Billboard en la edición de la revista fechada 19 de diciembre. Dos versiones de "(¿Dónde empiezo?) Love Story", una de Williams y otra de Tony Bennett, fueron lanzadas el 15 de enero de 1971, y un artículo en la edición del 23 de enero de la revista trató de explicar la brecha entre los lanzamientos de las versiones instrumentales y vocales como intencional. La lógica detrás de la decisión fue que "solo la versión instrumental debería salir al mercado antes del estreno de la película, y que la versión vocal debería retrasarse hasta varias semanas después del estreno de la película para que 'el tema y la imagen de Love Story fueran implantado en la mente de la audiencia.'"